# Huis te Pendrecht

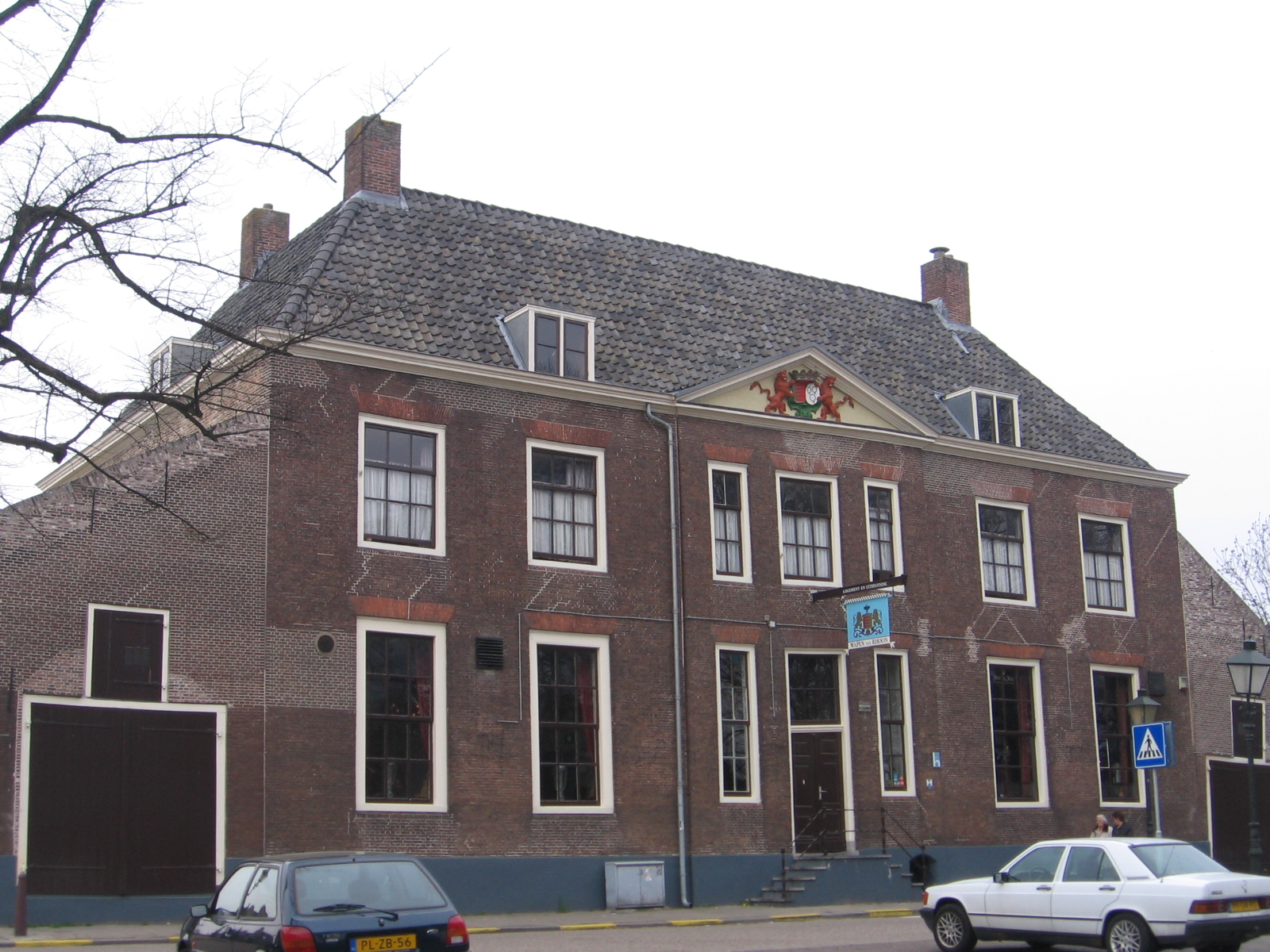
Wapen van Rhoon/Huis te Pendrecht

Het Huis te Pendrecht of Huijs te Pendregt is een uitspanning die gebouwd werd aan het eind van de 17e eeuw.

## Beschrijving
In 1625 liet Pieter VII van Duyvelant, heer van Rhoeden (het latere Rhoon), het Huis te Pendrecht bouwen als huwelijksgeschenk voor zijn zoon. Door het verkrijgen van Pendrecht bij de heerlijkheid Rhoon kreeg deze de titel heer van Pendrecht, waarna dit huis werd gebouwd. Het werd opgesierd met de wapens van Rhoon en Dormaale, daar de bruid burggravin Catherina Theresia de Bruxelles van Dormaale was.
In 1660 werd het huis echter verwoest door een brand. Nadat Hans Willem Bentinck tot Diepenheim, heer van Drimmelen en graaf van Portland de hoge heerlijkheid Rhoden had gekocht, liet hij op dezelfde plaats een nieuw 'Huis te Pendrecht' bouwen. Dit werd het "huis" zoals dat anno 2021 nog bestaat. Het werd gebouwd als een uitspanning met aan beide zijden een koetshuis en aan de achterzijde een grote stalplaats voor paarden en koetsen. Aan de binnenzijde kwam er een logement met taveerne voor doorgaande reizigers, daar Rhoon langs verscheidene hoofdwegen lag.
In de daaropvolgende jaren kwam het gebouw in vele handen. Behalve de Bentincks, waren ook onder anderen de Van Hobokens eigenaar van het huis. Ook Christoffel Tromer, rentmeester van Rhoon en postmeester van 's-Gravenhage en Breda is een tijdlang bezitter van het huis geweest.
Nadat de familie Van Hoboken Rhoon verliet, werd het Huis te Pendrecht een café-herberg onder de naam "Het Wapen van Rhoon". In 2003 kocht meesterkok Ad Janssen het pand. De vorige eigenaar had het pand in 2002 in z'n geheel gerestaureerd. Op de voorgevel werden de Wapens van Rhoon en Pendrecht hersteld. Reeds sinds 1896 bevinden zich op de bovenverdieping kamers als nachtverblijf voor de passanten.